# Proasellus winteri
Proasellus winteri és una espècie de crustaci isòpode pertanyent a la família dels asèl·lids.

## Hàbitat
És una espècie demersal, la qual viu a l'aigua dolça d'indrets càrstics.

## Distribució geogràfica
Es troba a l'Àfrica del Nord: Algèria.